# Фернандо Ґуіллото Лора
Фернандо Ґуіллото Лора (ісп. José Rivera y de Lora; 1891, Кадіс — 5 листопада 1972, там само) — іспанський, андалузький підприємець, президент клубу «Кадіс КФ» із міста Кадіс. Перші сосіос доісторичного клубу «Кадіс ФК» обрали його керманичем з поміж себе і він став, 3-й за ліком, президентом головного футбольного клубу побережжя Кадіської затоки.

## Життєпис
Фернандо Ґуіллото Лора був із числа андалузької знаті, бо лише таким родинам доручалося кермування спортивними тогочасними клубами. Його предки були місцевими мореплавцями та підприємцями, відтак і Фернандо Ґуіллото Лорі випало продовжити їх справи. Але ще замолоду він був активною особистістю, захоплювався спортом, навіть вигравав призи та титули. А коли добирали нових членів до спортивного Футбольного клубу, Фернандо Ґуіллото Лора запросили в його акціонери-партнери, а пізніше, ще й обрали президентом клубу. Якихось додаткових відомостей щодо адміністративних чи спортивних звитяг першого футбольного клубу міста невідомо, окрім товариських та фестивальних ігор, а через кілька років клуб розчинився в своїх нових наступниках, відтак Хосе Рівера де Лора повернувся до своїх фінансових справ та сприяння спорту в Кадісі.